# Bohumír Zeman
Bohumír Zeman (Vrchlabí, 26 maggio 1957) è un ex sciatore alpino ceco che gareggiò per la nazionale cecoslovacca.

## Biografia
Specialista delle prove tecniche, agli Europei juniores Zeman conquistò la medaglia di bronzo nello slalom gigante a Jasná 1974 e quella d'argento nello slalom speciale a Mayrhofen 1975; ottenne il primo piazzamento in Coppa del Mondo il 9 gennaio 1976 a Garmisch-Partenkirchen in combinata (7º) e ai successivi XII Giochi olimpici invernali di Innsbruck 1976, sua prima presenza olimpica, si classificò 33º nella discesa libera, 23º nello slalom gigante e non completò lo slalom speciale.
Ai Mondiali di Garmisch-Partenkirchen 1978 si piazzò 15º nello slalom gigante e ai XIII Giochi olimpici invernali di Lake Placid 1980, sua ultima presenza olimpica, fu 13º nella discesa libera, 19º nello slalom gigante, 14º nello slalom speciale e 4º nella combinata, disputata in sede olimpica ma valida solo ai fini dei Mondiali 1980. Il 1º marzo dello stesso anno conquistò a Mont-Sainte-Anne in slalom gigante l'unico podio in Coppa del Mondo, 3º alle spalle di Ingemar Stenmark e a Phil Mahre; l'ultimo piazzamento della sua carriera agonistica fu il 13º posto ottenuto nello slalom speciale di Coppa del Mondo disputato il 26 marzo 1982 a Monginevro.

## Palmarès

### Europei juniores
- 2 medaglie[1]:
  - 1 argento (slalom speciale a Mayrhofen 1975)
  - 1 bronzo (slalom gigante a Jasná 1974)

### Coppa del Mondo
- Miglior piazzamento in classifica generale: 17º nel 1979
- 1 podio:
  - 1 terzo posto